# Arizona-Sonora Desert Museum

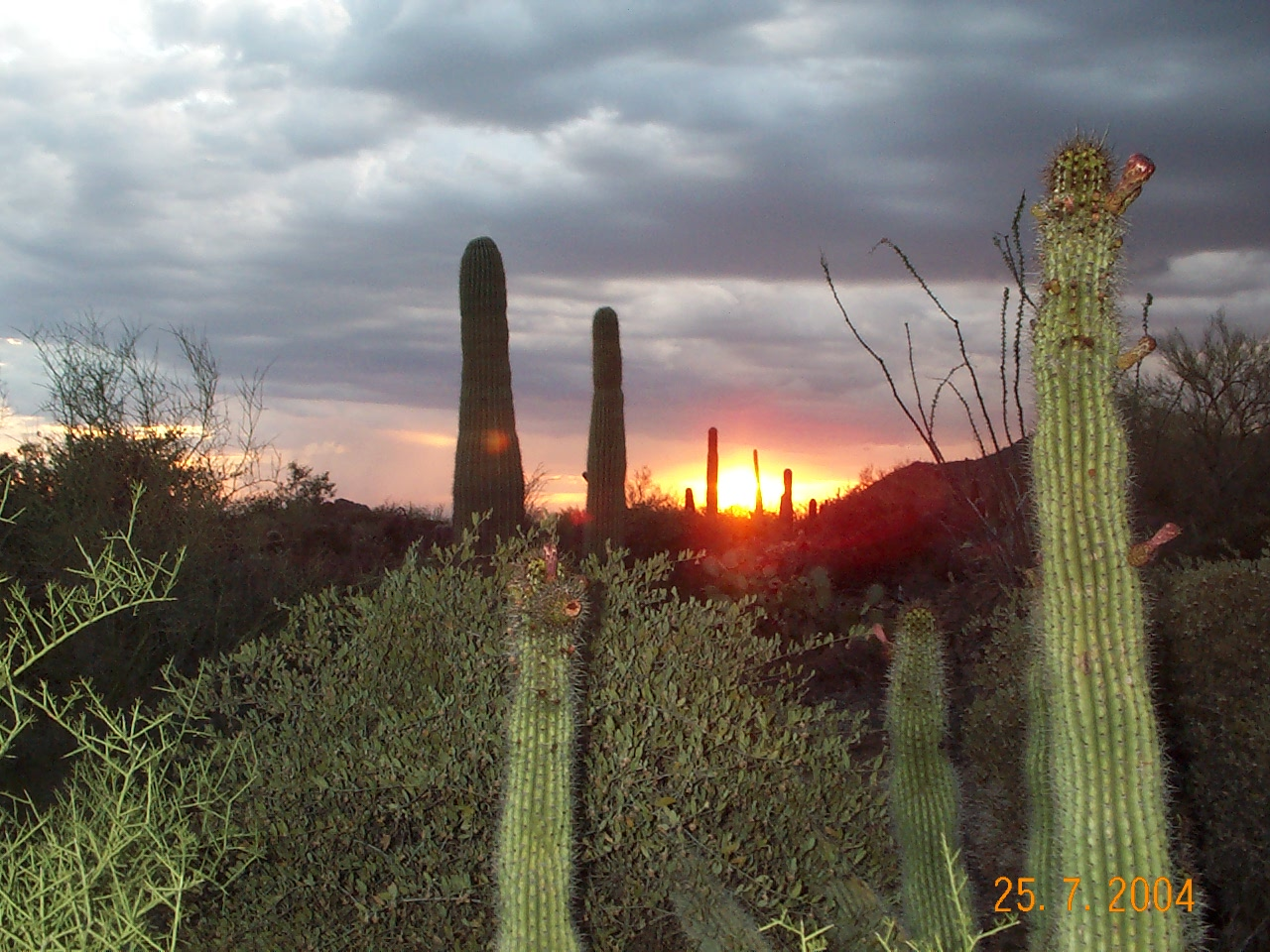
Saguaro im Sonora Desert Museum

Das Arizona-Sonora Desert Museum liegt in der Nähe des Saguaro-Nationalparks bei Tucson. Die Kombination aus einem Zoo, einem Museum und einem Botanischen Garten wurde 1952 gegründet und hat mehr als eine halbe Million Besucher pro Jahr.
Der Schwerpunkt des Arizona-Sonora Desert Museums liegt in der Tier- und Pflanzenwelt der Sonora-Wüste. Es beherbergt etwa 1300 Pflanzenarten und mehr als 300 verschiedene Wüstentiere, die man in ihrem natürlichen Lebensraum beobachten kann. Das Museum leistete Pionierarbeit bei der artgerechten Unterbringung der Tiere.